# Elijah Ngurare
Tjitunga Elijah Ngurare (Nkurenkuru, 28 de octubre de 1970) es un político namibio que se desempeña como Primer Ministro de la República de Namibia desde 2025. Anteriormente se desempeñó como académico en la Universidad de Namibia, así como Secretario General de la Liga Juvenil del Partido SWAPO de 2007 a 2015.

## Biografía
Elijah Ngurare nació el 28 de octubre de 1970 en una familia campesina en Nkurenkuru durante la guerra de la frontera de Sudáfrica.
Ngurare asistió a la escuela en la Escuela Secundaria ELCIN Nkurenkuru, la Escuela Secundaria Linus Shashipapo, la Escuela Secundaria Superior Rundu y la Escuela Secundaria Fundación Kolin en Arandis. Luego estudió en la Universidad Estatal Central de Ohio (Estados Unidos) con una beca de honores presidenciales. Se graduó magna cum laude con una licenciatura en Ciencias en Gestión de Recursos Hídricos y Relaciones Internacionales.
Luego obtuvo una Maestría en Derecho de la Universidad de Dundee, Escocia, donde obtuvo una beca Chevening, y un doctorado de la Universidad de Cork en 2009.

### Carrera política
La actividad política de Ngurare comenzó en 1983 en la Escuela Secundaria Nkurenkuru y continuó en la Escuela Secundaria Linus Shashipapo, donde fue estudiante durante la fundación del movimiento estudiantil Organización Nacional de Estudiantes de Namibia en 1984. Ocupó varios puestos estudiantiles y estuvo activo en el liderazgo de sección, sucursales y distrito de la Liga Juvenil del Partido SWAPO. Ngurare saltó a la prominencia política como Secretario de Información, Publicidad y Movilización de la Liga Juvenil del Partido SWAPO (SPYL) bajo Paulus Kapia en 2002 antes de convertirse en su secretario general en 2007 y posteriormente ser reelegido en 2012. Fue nombrado por la vicepresidenta de la SWAPO, Netumbo Nandi-Ndaitwah, en la lista parlamentaria del partido.
En 2015 perdió su cargo como secretario general y fue expulsado de la SWAPO junto con el fundador del movimiento Afirmative Repositioning, Job Amupanda, por "desaprobar el nombre del partido e [..] insultar a los líderes del partido". Fue reintegrado como miembro de la SWAPO después de un largo proceso judicial. Luego se unió al Ministerio de Agricultura como Director de Coordinación de Suministro de Agua Rural y Saneamiento en marzo de 2020. Ngurare también se desempeñó como subdirector ejecutivo en el mismo ministerio. Renunció el 6 de diciembre de 2024 para allanar el camino para su transición al parlamento.